# Лусагюх (Армавір)
Лусагюх (вірм. Լուսագյուղ) — село в марзі Армавір, на заході Вірменії. Село розташоване на правому березі річки Севджур, за 9 км на південь від міста Вагаршапат, за 2 км на південний захід від села Акнашен, за 3 км на північ від села Джрарат та за 2 км на південний схід від села Апага.